# Gjakova
Gjakova (albanska: Gjakovë med böjningsformen Gjakova; serbiska: Ђаковица, Đakovica) är en stad i Kosovo med en befolkning på 94 556 invånare (år 2011). 
Den grundades i början av 1400-talet av de katolska bröderna Jakë och Nikë av familjen Vula. När osmanerna anlände till Balkan kallade de staden för Jakova, det vill säga "Jaks stad" (alternativt kommer namnet från albanskans gjak, vilket betyder "blod").
Här finns också flygplatsen Gjakovas flygplats. 
Staden har länge varit ett fäste för den albanska nationalismen. Under kriget 1999 blev staden hårt åtgången i striderna mellan UÇK och de serbiska och jugoslaviska paramilitära och militära grupperna.

## Personer från Gjakova
- Fehmi Agani - politiker
- Mahmut Bakalli - politiker
- Besim Bokshi - poet
- Masar Caka - professor
- Bajram Curri - politiker
- Teki Dërvishi - poet
- Rauf Dhomi - kompositör
- Shkelzën Doli - violist
- Emin Duraku - partisan
- Tahir Emra - konstnär
- Ardian Gashi - fotbollsspelare
- Diamant Salihu - journalist
- Shkelzen "Xeni" Jetishi - artist
- Lorik Cana - fotbollsspelare
- Ismet Peja - artist
- Sevdai "Qumili" Radogoshi - komiker
- Besim Dina - komiker/talk show